# Helen Lemmens-Sherrington
Helen Lemmens-Sherrington (Preston, 4 de octubre de 1834 - Bruselas, 9 de mayo de 1906) fue una conocida soprano inglesa de concierto y ópera entre los años 1850 y 1880. Nacida en el norte de Inglaterra, pasó gran parte de su infancia y su vida posterior en Bélgica, donde estudió en el Conservatorio de Bruselas. Después de sus compromisos en Europa continental, hizo su debut en Londres en 1856. Su carrera como cantante se desarrolló principalmente en conciertos, pero en la primera mitad de la década de 1860 actuó en la ópera en Covent Garden y otros teatros importantes de Londres.

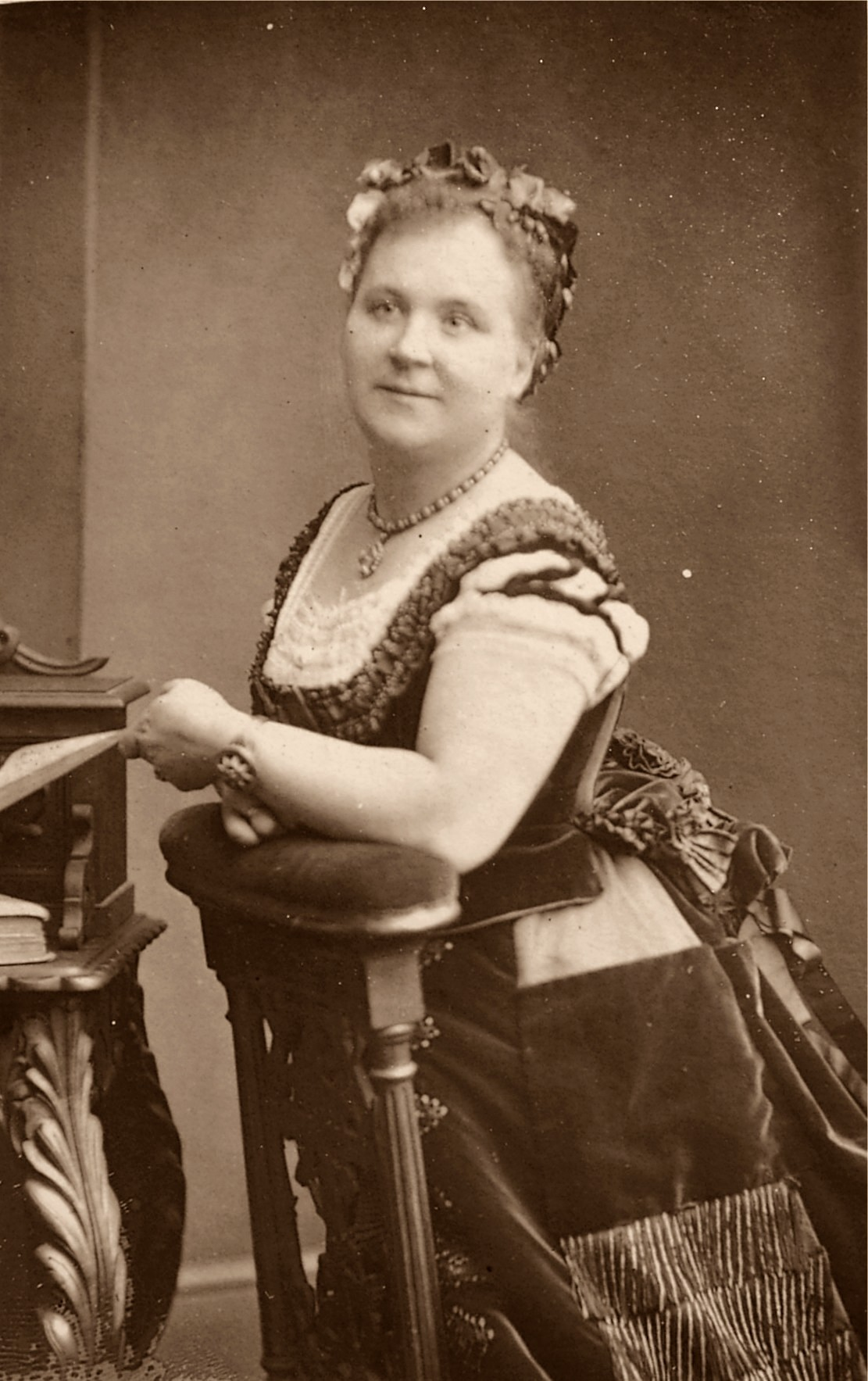
Helen Lemmens-Sherrington

Después de retirarse de la actuación, Lemmens-Sherrington se convirtió en profesora de canto en su antigua escuela de música en Bruselas así como en la Real Academia de Música de Londres y en el Royal Manchester College of Music.

## Primeros años de vida
Helen Sherrington nació en Preston, Inglaterra, en 1834. Cuando era niña su familia se mudó primero a los Países Bajos y luego a Bélgica. Estudió canto en Rotterdam y en el Conservatorio de Bruselas. Sherrington comenzó su carrera en Londres en los circuitos de conciertos, forjándose una reputación como cantante de conciertos en la segunda mitad de la década de 1850. Después de sus éxitos en los Países Bajos y Francia, actuó en Londres por primera vez en 1856, y fue invitada a regresar en años sucesivos. En 1859, The Illustrated London News dijo de ella:

Madame Lemmens' voice is pure, brilliant and mellow: its compass exceeds two octaves and a half, with singular facility of vocalisation. With much natural feeling and artistic expression, Madame Lemmens possesses a refined and graceful style, and is altogether one of the most accomplished singers of the day.

En 1857 se casó con el organista y compositor belga Jacques-Nicolas Lemmens, quien fundó la Escuela de Música Eclesiástica de Malinas en 1878. Tuvieron dos hijos y dos hijas. 

## Carrera escénica
El debut teatral de Lemmens-Sherrington tuvo lugar en 1860, en la primera producción de una nueva ópera, Robin Hood, de George Alexander Macfarren (libreto de John Oxenford). Edward Tyrrel Smith eligió este proyecto como vehículo para intentar lanzar una ópera inglesa en el Teatro de Su Majestad, con una temporada de obras inglesas que se desarrollaría simultáneamente con una temporada italiana en noches alternas. Los cantantes contratados fueron Lemmens-Sherrington (Lady Marian), Mme Lemaire, Charles Santley, Mr Parkinson y John Sims Reeves (Locksley). La orquesta fue dirigida en las noches inglesas por Charles Hallé. El dueto con Reeves, "When lovers are parted" y la canción de Marian "True love, true love in my heart" (cuyo tema se escuchaba a lo largo de toda la partitura) fueron "exquisitamente cantados" y recibió un entusiasta aplauso. Tuvo tanto éxito que Reeves y Sherrington obtuvieron una mejor taquilla incluso que Thérèse Tietjens y Antonio Giuglini en las noches alternas de Il trovatore y Don Giovanni. Inmediatamente después de esto, con Santley, Janet Monach Patey y otros, apareció brevemente en The Amber Witch de Wallace, aunque su papel fue asumido por Euphrosyne Parepa-Rosa.
Entre enero y marzo de 1864, en Her Majesty's, Lemmens-Sherrington cantó Marguerite en Fausto de Gounod, en el segundo año de la producción inglesa, en el elenco con Santley (introduciendo a Dio possente ), Reeves (distinguido en el Acto 1) y Marchesi (Mefisto). En la Royal English Opera de Covent Garden apareció en Helvellyn de Macfarren (también compartida con Parepa-Rosa) asi como en Rose,  y en Love's Ransom. Durante las siguientes dos temporadas apareció en la Ópera Italiana en Covent Garden, interpretando a Donna Elvira (Don Giovanni), Adalgisa (Norma), Élisabeth de Valois (Don Carlos), Isabella (Robert le diable) y Prascovia (L'étoile du nord ). Después de esto, su carrera se centró principalmente en la escena de los conciertos; actuó frecuentemente con Santley, Patey, Antoinette Sterling, Sims Reeves y Signor Foli, en los populares "conciertos de baladas" bajo la dirección de John Boosey.
En 1871, su marido y ella realizaron una extensa gira con el popular barítono francés Jules Lefort. Ese mismo año, Lemmens-Sherrington formó parte del grupo original de músicos que recibió la Medalla de Oro de la Royal Philharmonic Society. También fue una de las primeras artistas en tener grabada su voz, incluido un dueto con su marido. Una descripción extraída del Daily Telegraph muestra que en una audiencia privada en el Crystal Palace el Viernes Santo de 1878, "... tanto los dúos como los solos fueron probados con éxito por Madame Lemmens-Sherrington, M. Lemmens, Signor Foli, M. Manns y otros músicos expertos, cuyo agudo sentido provocó un fenómeno aún inexplicable, a saber, que los sonidos musicales se reproducen en una tonalidad más alta, siendo medio tono la diferencia. Mientras M. Lemmens y su talentosa esposa cantaban un dúo en la boquilla ramificada, algo los hizo reír a ambos, y este incidente fue reproducido fielmente por la máquina".

## Años posteriores
En el momento de la muerte de su marido, en 1881, Lemmens-Sherrington fue nombrada profesora de canto en el Conservatorio de Bruselas y en 1891 en la Real Academia de Música. A partir de ese momento residió con frecuencia en Inglaterra. También enseñó en el Royal Manchester College of Music, donde una de sus alumnas fue la contralto Edna Thornton.
A principios de 1889, poco antes del 33 aniversario de su primera aparición en Londres, apareció en el Royal Albert Hall en una interpretación del oratorio flamenco Lucifer de Peter Benoit. George Bernard Shaw, que estaba presente, observó: "El método de Madame Sherrington fue siempre de los más seguros; y tiene la ventaja, poco común entre los artistas, de ser una mujer inteligente y sensata". "Y, salvo una vez, cuando bajó el tono durante un coro no acompañado, y de ese modo convirtió la entrada del órgano en una catástrofe espantosa, no hubo ninguna caída de la que quejarse". Recibió "una recepción espontánea y cordial que ella reconoció con toda su antigua gracia". La obra en sí fue un completo fracaso. El 1 de noviembre de 1894, Lemmens-Sherrington salió de su retiro para cantar por última vez en público, en La Creación de Haydn, en un concierto en Manchester en honor a Hallé. El Manchester Guardian comentó que, aunque la voz no era tan rica y poderosa como lo había sido veinte años antes, "un artista es siempre un artista, y en todo lo que cantó anoche, Madame Sherrington mostró la habilidad de un artista con su vocalización acabada". 
Sus últimos años los pasó retirada en el número 7 de la calle Capouillet, en Bruselas, donde vivía con dos de sus hermanas. Murió allí el 9 de mayo de 1906, a la edad de 71 años.